# Silene chaetodontoidea
Silene chaetodontoidea är en nejlikväxtart som beskrevs av Ahmed Ahmad Parsa. Silene chaetodontoidea ingår i släktet glimmar, och familjen nejlikväxter. Inga underarter finns listade i Catalogue of Life.